# Ewrowidenije 2021 – Nazionalny otbor
Unter dem Titel Ewrowidenije 2021 – Nazionalny otbor fand am 8. März 2021 der russische Vorentscheid für den Eurovision Song Contest 2021 in Rotterdam (Niederlande) statt. Es war der erste Vorentscheid Russlands seit 2012. Manizha gewann mit ihrem Lied Russkaya Zhenschina.

## Format

### Konzept
Am 1. März 2020 verkündete der halbstaatliche Fernsehsender Perwy kanal, dass am 8. März 2021 um 20:00 Uhr (EET) der Vorentscheid für den Eurovision Song Contest 2021 stattfinden wird. Derzeit liegen nur wenige Informationen zum genauen Konzept der Sendung vor. Es wäre der erste Vorentscheid Russlands seit dem Jahr 2012. Seitdem wurde der russische Interpret und Beitrag immer intern ausgewählt. Die moldawische Interpretin, Natalia Gordienko, trat als Intervallact auf, gleich wie Russlands Teilnehmer von 1995, Filipp Kirkorow, und der bislang einzige russische ESC-Gewinner, Dima Bilan.
Der russische Delegationsleister, Juri Aksjuta, wollte für die finale Entscheidung die Zuschauer einbinden. So wurde im Finale auf ein Juryvoting verzichtet, die Entscheidung fiel in Gänze durch ein Televoting.

### Entscheidung
Nach ca. 30 Minuten Sendezeit waren die Auftritte der drei Künstler beendet und das Televoting startete. Der Vorentscheid war später für rund eine halbe Stunde durch die tägliche Nachrichtensendung Wremja unterbrochen. Nach dem Ende der Nachrichten wurde der Sieger des Vorentscheids bekanntgegeben.

## Teilnehmer
| Platz | Startnr. | Interpret   | Lied Musik (M) und Text (T)                                      | Sprache            | Übersetzung (inoffiziell) | Zuschauerstimmen (in Prozent) |
| ----- | -------- | ----------- | ---------------------------------------------------------------- | ------------------ | ------------------------- | ----------------------------- |
| 1.    | 3        | Manizha     | Russkaya Zhenschina M: Ori Avni, Ori Kaplan, Manizha; T: Manizha | Russisch, Englisch | Russische Frau            | 39,7 %                        |
| 2.    | 2        | #2Mashi     | Bitter Words M/T: Maria Zaytseva, Maria Sheykh                   | Englisch           | Bittere Worte             | 35,7 %                        |
| 3.    | 1        | Therr Maitz | Future Is Bright M/T: Anton Belyaev, Victoria Zhuk               | Englisch           | Die Zukunft ist hell      | 24,6 %                        |